# 새드 코크런
윌리엄 새드 코크런(영어: William Thad Cochran, 1937년 12월 7일 ~ 2019년 5월 30일)은 미국 공화당 소속의 정치인이다. 1960년대에 미시시피주 하원의원을 지냈고, 1978년에 상원에 당선되어 2017년 ~ 2018년까지 이어오고 있다.

## 역대 선거 결과
| 선거명      | 직책명                        | 대수  | 정당   | 득표율  | 득표수    | 결과 | 당락                     |
| ----------- | ----------------------------- | ----- | ------ | ------- | --------- | ---- | ------------------------ |
| 1972년 선거 | 하원의원 (미시시피 제4선거구) | 93대  | 공화당 | 47.86%  | 67,655표  | 1위  | 미시시피주 하원의원 당선 |
| 1974년 선거 | 하원의원 (미시시피 제4선거구) | 94대  | 공화당 | 70.55%  | 63,634표  | 1위  | 미시시피주 하원의원 당선 |
| 1976년 선거 | 하원의원 (미시시피 제4선거구) | 95대  | 공화당 | 76.04%  | 101,132표 | 1위  | 미시시피주 하원의원 당선 |
| 1978년 선거 | 상원의원 (미시시피 제2부)     | 96대  | 공화당 | 45.05%  | 263,089표 | 1위  | 미시시피주 상원의원 당선 |
| 1984년 선거 | 상원의원 (미시시피 제2부)     | 99대  | 공화당 | 60.94%  | 580,314표 | 1위  | 미시시피주 상원의원 당선 |
| 1990년 선거 | 상원의원 (미시시피 제2부)     | 102대 | 공화당 | 100.00% | 274,244표 | 1위  | 미시시피주 상원의원 당선 |
| 1996년 선거 | 상원의원 (미시시피 제2부)     | 105대 | 공화당 | 71.04%  | 624,154표 | 1위  | 미시시피주 상원의원 당선 |
| 2002년 선거 | 상원의원 (미시시피 제2부)     | 108대 | 공화당 | 84.58%  | 533,269표 | 1위  | 미시시피주 상원의원 당선 |
| 2008년 선거 | 상원의원 (미시시피 제2부)     | 111대 | 공화당 | 61.44%  | 766,111표 | 1위  | 미시시피주 상원의원 당선 |
| 2014년 선거 | 상원의원 (미시시피 제2부)     | 114대 | 공화당 | 59.90%  | 378,481표 | 1위  | 미시시피주 상원의원 당선 |